# 페이지 터너 (영화)
페이지 터너(La Tourneuse De Pages, The Page Turner)는 프랑스에서 제작된 드니 데르쿠르 감독의 2006년 스릴러, 드라마 영화이다. 카트린 프로 등이 주연으로 출연하였고 미셀 세인트-진 등이 제작에 참여하였다.

## 출연

### 주연
- 카트린 프로
- 데보라 프랑소와

### 조연
- 파스칼 그레고리
- 자비에 드 길본
- 크리스틴 시티
- 자끄 보나페
- 앙드레 마르콩
- 클로딜 몰레

## 제작진
- 배역: 브리짓 므와동